# Дупинић Мали
Дупинић Мали је мало ненасељено острво у хрватском делу Јадранског мора.
Налази се 1,3 км западно од острва Каприје, око 0,7 км северозападно од острва Дупинић Велики. Површина острва износи 0,01 км². Дужина обалске линије је 0,38 км.. 